# Joseph-Aurèle Plourde
Joseph-Aurèle Plourde (ur. 12 stycznia 1915 w Saint François de Madawaska, Nowy Brunszwik, zm. 5 stycznia 2013 w Ottawie) – kanadyjski duchowny katolicki, arcybiskup Ottawy.
7 maja 1944 otrzymał święcenia kapłańskie i rozpoczął pracę duszpasterską w diecezji Edmundston. 30 lipca 1964 mianowany biskupem pomocniczym Alexandrii w Ontario ze stolicą tytularną Lapda. Od 2 stycznia 1967 do przejścia na emeryturę 27 września 1989 sprawował funkcję arcybiskupa metropolity Ottawy. Był w chwili śmierci najstarszym biskupem kanadyjskim.